# Stephen Rippy
Stephen A. Rippy é um compositor americano, mas conhecido pelo seu trabalho na série Age of Empires.

## Vida e carreira
Rippy cresceu na área de Spring , no Condado de Harris, Texas, e agora reside em Plano, Texas, perto de Dallas. Fazer música de jogos eletrônicos não era o objetivo original da carreira de Rippy. Ele estudou artes visuais na Universidade do Texas, no início dos anos 90, e fez apenas alguns cursos de música.
Rippy trabalhou para a Ensemble Studios como chefe do departamento de áudio com o amigo e colaborador Kevin McMullan. Ele é mais conhecido por seu design de som e composição na série Age of Empires, e seu spin-off Age of Mythology, e no jogo de estratégia do Xbox 360, Halo Wars.
A Ensemble foi fechada logo após o lançamento de Halo Wars. Rippy ingressou na Zynga Dallas (então Bonfire Studios), um estúdio de desenvolvimento formado por ex-funcionários da Ensemble e liderado pelo irmão de Rippy, David.